# 疣苞滨藜
疣苞滨藜（学名：Atriplex verrucifera）为苋科滨藜属的植物。分布在伊朗、西伯利亚、蒙古、欧洲以及中国大陆的新疆等地，生长于海拔450米至1,500米的地区，一般生长在盐碱荒地、路旁、沙丘间以及田边，目前尚未由人工引种栽培。